# فريدريك إتش. مولر
فريدريك إتش. مولر هو شخصية أعمال وسياسي أمريكي، ولد في 22 نوفمبر 1893 في غراند رابيدز في الولايات المتحدة، وتوفي في 31 أغسطس 1976 في ميشيغان في الولايات المتحدة. نشط حزبياً في الحزب الجمهوري. وقد انتخب وزير التجارة الأمريكي.

## وصلات خارجية
- فريدريك إتش. مولر على موقع مونزينجر (الألمانية)
- فريدريك إتش. مولر على موقع إن إن دي بي (الإنجليزية)